# مجموعة جي إف إتش المالية
مجموعة جي إف إتش المالية المعروف سابقا باسم بيت التمويل الخليجي هو بنك استثماري إسلامي ومقره في مرفأ البحرين المالي بالبحرين، تأسس عام 1999.
هم أيضا أصحاب حصة 25٪ في نادي ليدز يونايتد الإنجليزي لكرة القدم من خلال شركة تابعة مملوكة بالكامل لها وهي شركة بيت التمويل الخليجي كابيتال ومقرها في دبي بعد أن اكتسب في البداية 100٪ من ملكية النادي كين بيتس من في ديسمبر 2012.
في 7 فبراير 2014 أعلن بيت التمويل الخليجي كابيتال أنه تبادل عقود بيع ليدز يونايتد لشركة عائلة ماسيمو سيلينو إليونورا سبورت المحدودة. حصلت أسرة سيلينو على ملكية 75٪ من النادي في أبريل 2014 بعد الفوز بالاستئناف ضد قرار رابطة دوري كرة القدم في البداية لمنع البيع.
وكان بيت التمويل الخليجي أفضل بنك إسلامي في مجال التمويل العقاري في عام 2005 حسب مجلة يوروموني وجائزة بنك العام حسب مجلة أريبيان بزنس في 2006.

## الاستثمارات الرئيسة
- مشاريع التطوير العقاري

- * المرابع الملكية بمراكش
- * مدينة الطاقة قطر
- * منطقة التنمية الاقتصادية GFH مومباي
- * مدينة الطاقة ليبيا
- * مرفأ تونس المالي
- * مرفأ البحرين المالي
- المشاريع الاستثمارية للشركات
- * المصرف الخليجي التجاري (KHCB)
- * مدرسة فيلادلفيا الخاصة ، دبي
- * نادي ليدز يونايتد لكرة القدم
- * شركة سيمينا للاستثمار
- * صندوق البشائر للأسهم الخليجية
- * صندوق إنجازات للتكنولوجيا
- الاستثمار العقاري[4]
- * محفظة سكنية أمريكية متنوعة ، الولايات المتحدة الأمريكية
- * 42 حدائق كوينز جيت
- * المملكة المتحدة والخليج الأطلسي العقارية ، المملكة المتحدة

## وصلات داخلية
- مرفأ البحرين المالي

## وصلات خارجية
- الموقع الرسمي للشركة[5]